# The Double (film fra 2011)
 For alternative betydninger, se The Double (flertydig). (Se også artikler, som begynder med The Double)
The Double er en amerikansk action-kriminalfilm fra 2011 instrueret af Michael Brandt. Den handler om en pensioneret CIA-agent, der sammen med et medlem fra FBI skal prøve at løse en mordgåde på en amerikansk senator i Washington D.C.
Filmen blev udgivet den 28. oktober i USA.